# Casa Memorială „Eusebiu Camilar”
Casa Memorială „Eusebiu Camilar” din Udești este un muzeu memorial înființat în casa în care a trăit prozatorul Eusebiu Camilar (1910-1965) în satul Udești din județul Suceava. Casa a fost construită din lemn la sfârșitul secolului al XIX-lea.
Casa Memorială „Eusebiu Camilar” se află pe Lista monumentelor istorice din județul Suceava din anul 2015, având codul de clasificare  SV-III-m-B-05687.

## Istoric
Casa în care a copilărit scriitorul Eusebiu Camilar este o locuință țărănească care a fost construită de părinții săi la sfârșitul secolului al XIX-lea și se află lângă școala veche din satul Udești. Locuința este modestă ca dimensiuni și aspect, fiind construită din lemn de stejar și acoperită cu șindrilă. Casa era înconjurată de un gard de stejar și dispunea de circa 800 de metri pătrați de teren pe care era amenajată și o mică grădină de flori. 
În această casă s-a născut la 4 octombrie 1910 în familia lui Ion și Natalia Camilar viitorul prozator Eusebiu Camilar (1910-1965). El a urmat școala primară în satul natal, după care a studiat la Liceul "Ștefan cel Mare" din Suceava. A început să scrie la vârsta de 14-15 ani, apoi a lucrat ca ziarist la Iași.
Camilar s-a căsătorit la 31 martie 1938 cu poeta Magda Isanos. Ei s-au mutat la București în anul 1945, unde au trăit până la moarte. Eusebiu Camilar a moștenit casa de la părinții săi, a restaurat-o și a completat-o cu încă o încăpere și o verandă. Scriitorul a murit la 27 august 1965 de o boală de ficat. 
În anul 1980, fiica scriitorului, Elisabeta Goian, a donat casa statului român pentru organizarea aici a unui muzeu memorial. Imobilul valora la acel moment 9.000 de lei, la care se adăugau bunurile mobile evaluate la 6.000 de lei.  Muzeul Județean Suceava a înlocuit gardul, a restaurat casa și a inaugurat-o ca muzeu în 1984. Începând din anul 1995, aici este organizat anual Festivalul național de literatură “Eusebiu Camilar – Magda Isanos”. 
Casa memorială are trei camere spațioase, două holuri, verandă și prispă. În cele trei încăperi ale locuinței au fost organizate o expoziție de bază și spații memorialistice, care conțin un important fond de exponate (mobilier, obiecte personale etc.) cu o impresionantă forță evocatoare, sugestive pentru universul dur al operei de un realism crud, pe care Eusebiu Camilar a lăsat-o posterității în pagini de proză, de poezie și dramaturgie . Aici se află expuse mobilier vechi, inventar gospodăresc țărănesc, fotografii, tablouri, documente familiale, manuscrise, cărți, reviste, ziare etc. 
Casa Memorială „Eusebiu Camilar” din Udești poate fi vizitată de marți până duminică între orele 10:00 - 18:00.

## Imagini

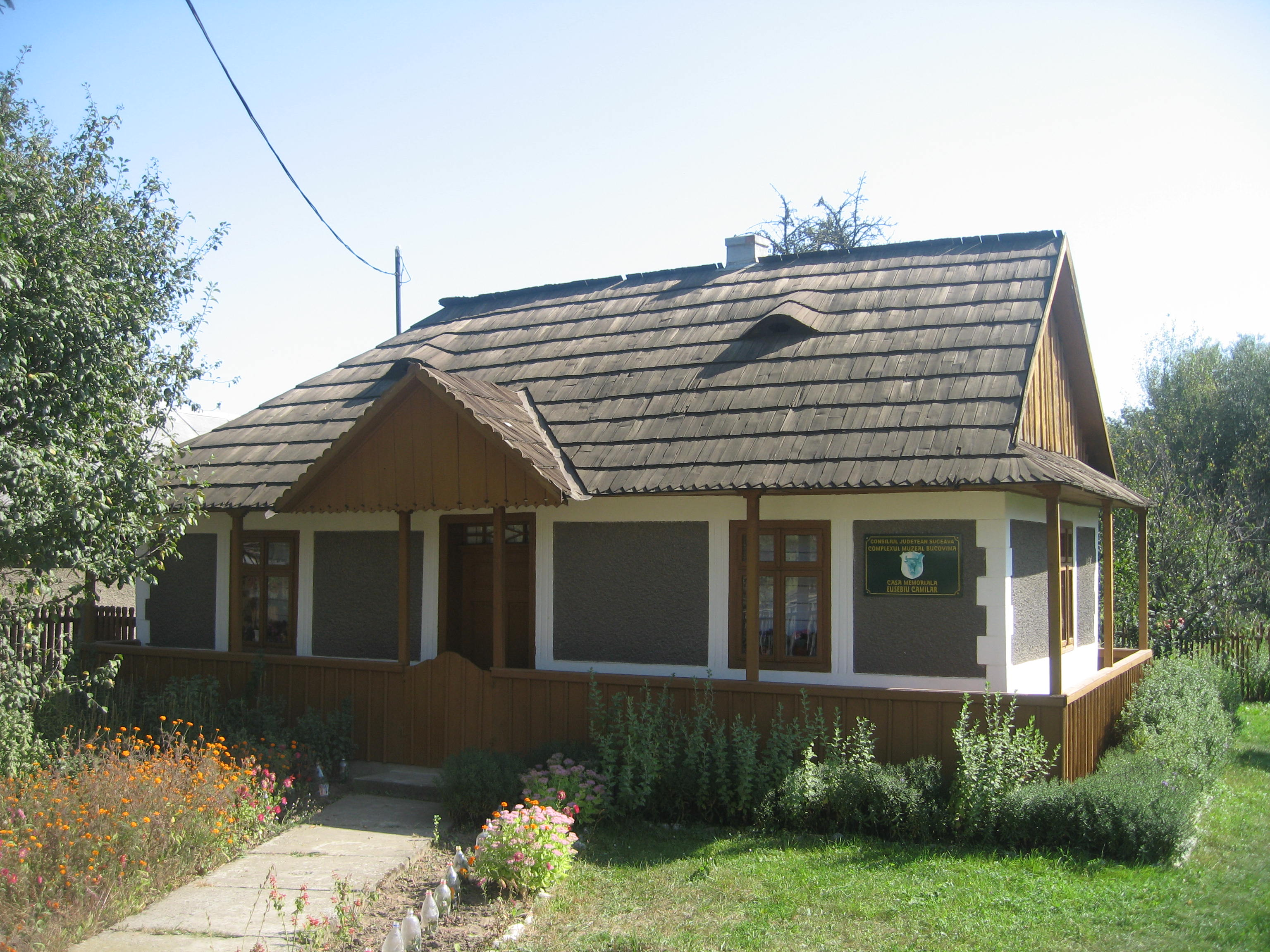
Casa Memorială „Eusebiu Camilar”